# Susijan
Susijan (arab. ‏سوسيان‎) – miejscowość w Syrii, w muhafazie Aleppo. W 2004 roku liczyła 1452 mieszkańców.

## Historia
24 lutego 2017 terroryści ISIS przeprowadzili we wsi Susijan dwa zamachy bombowe, w których zginęło łącznie 68 osób.